# Корсиканска зидарка
Корсиканска зидарка (Sitta whiteheadi) е вид птица от семейство Sittidae. Видът е световно застрашен, със статут Уязвим.

## Разпространение
Видът е разпространен във Франция.